# Правило одной капли крови
Правило одной капли крови (англ. One-drop rule) — принцип социальной и правовой классификации населения, принятый в ряде штатов США в первой половине XX века. Согласно этому принципу человек с хотя бы одним чернокожим предком по отцовской и/или материнской линии («одна капля чёрной крови») должен был считаться чернокожим сам, независимо от его фактического цвета кожи — иначе говоря, он причислялся к группе, обозначаемой как «негры» (англ. Negro) или «цветные» (англ. colored). Этот же принцип применялся и в отношении потомков от смешанных браков с индейцами; «правило одной капли крови» описывается как частный случай более общего принципа «происхождения по низшей расе».
Правило одной капли крови было тесно связано с длинной историей межрасовых отношений на американском Юге, ввозом рабов из чёрной Африки и расовой сегрегацией даже после отмены рабства. Это правило было кодифицировано в законодательстве некоторых штатов в составе законов Джима Кроу, хотя и не было закреплёно на федеральном уровне; в 1960-х годах ряд таких законов, как закон Вирджинии о расовой чистоте 1924 года, был признан судами неконституционными и отменён.

## Предыстория
Впервые с явлением крупномасштабных межрасовых половых контактов европейцы столкнулись в ходе колонизации Америки. Но если более терпимые католики (португальцы, испанцы и французы) в той или иной степени поощряли метисацию и смешение, то протестанты (британцы, голландцы и немцы) всячески противились этому. Чтобы уменьшить соблазн, особенно ввиду нехватки белых женщин, дети от контактов с чёрными женщинами (мулаты) объявлялись ими такими же чёрными рабами, не заслуживающими никаких особых прав по сравнению со своими темнокожими африканскими собратьями. И если до 1930 года на территории США более светлокожие дети от подобных контактов в порядке исключения получали какие-либо поблажки (например, снисходительное отношение), то после установления «законов Джима Кроу» им было отказано даже в таком неофициальном признании своего смешанного происхождения. В соответствии с законодательством, «цветными» признавались люди с не менее чем 1/4 африканской крови, но в быту даже людей с 1/8 и менее такой крови часто считали «цветными». Некоторые изменения в отношении к этому вопросу наметились после 1960-х годов.

## Законы о чёрной крови в разных штатах США
В США, как правило, «цветным» человек считался, если у него было 1/4 чёрной крови, однако в ряде других штатов этот закон был более жёстким.
- На 1/8 негром человек считался во Флориде, Мэриленде и Миссури.
- На 1/16 — в федеральном округе Колумбия.
- На 1/32 — в Луизиане.
- На 1/64 — в Джорджии, Алабаме, Техасе, Оклахоме, Теннесси и Арканзасе (в данном случае, если у человека предок в седьмом поколении был чёрный).

B связи с данными законами в Америке официально проживало много «белых негров», чьи права приравнивались к чёрным.

## Названия степени расового смешения
«Америка должна остаться Америкой. Биологические законы показывают … что нордическая раса ухудшается, если смешивается с другими».
Все люди в зависимости от степени расового смешения получали собственные названия, которые широко использовались в американских судах.
- Белый — 100%-й европеец.
- Тригинтадуон — 1/32 — чёрный, 31/32 — белый; 3 % — чёрный, 97 % — белый (а также порой тот, кто имеет хотя бы одного чёрного в давнем поколении).
- Седецимион — 1/16 — чёрный, 15/16 — белый; 6 % — чёрный, 93 % — белый.
- Окторун — 1/8 — чёрный, 7/8 — белый; 12 % — чёрный, 88 % — белый.
- Квартерон — 1/4 — чёрный, 3/4 — белый; 25 % — чёрный, 75 % — белый.
- Мулат — 1/2 — чёрный, 1/2 — белый; 50 % — чёрный, 50 % — белый.
- Чёрный — 100 % негр.

## Современное положение
В настоящее время люди смешанных рас имеют выбор принадлежности к расе отца или матери, при этом некоторые предпочитают считать себя принадлежащими к мультирасовой (мультиэтнической) группе. Как правило, их выбор имеет значение только с точки зрения статистики (например, при переписи населения или опросах общественного мнения). Конвенцией ООН, законодательством США и большинства других стран любая дискриминация по расовым признакам запрещена.
Правило одной капли крови значительно повлияло на то, как формируется современная афроамериканская идентичность, и негласно продолжает существовать в американском обществеː в частности, многие люди, имеющие смешанное чёрно-белое происхождение или даже с преобладанием «белых» генов, уверенно причисляют себя к чёрным, противопоставляя себя белой расе. Обратная ситуация, когда человек смешанного происхождения считает себя белым, встречается лишь в порядке редких исключений, а сами такие люди сталкиваются с непониманием окружающих. Ярким примером может считаться 44-й президент США — Барак Обама, хотя он позиционируется как первый чёрный президент и об Обаме в общем принято говорить как о чёрном, он таковым является лишь наполовину; его мать Энн Данхэм была белой американкой. Эта ситуация кардинально отличается от самоидентификации цветного населения Центральной и Южной Америки, где часто люди, наоборот, с преобладанием африканской крови стараются идентифицировать себя как мулаты, отстраняясь от чёрной общины.